# Armeria muelleri
Armeria muelleri és una espècie de planta amb flors del gènere Armeria dins la família de les plumbaginàcies, és endèmica dels Pirineus orientals.

## Distribució
Armeria muelleri és originària de la part centre-oriental dels Pirineus. Es troba principalment a la Catalunya del Nord (Capcir, Alta Cerdanya, Conflent i Vallespir), al nord de la Catalunya (Alt Urgell, Baixa Cerdanya i Ripollès) i a Andorra.

## Descripció

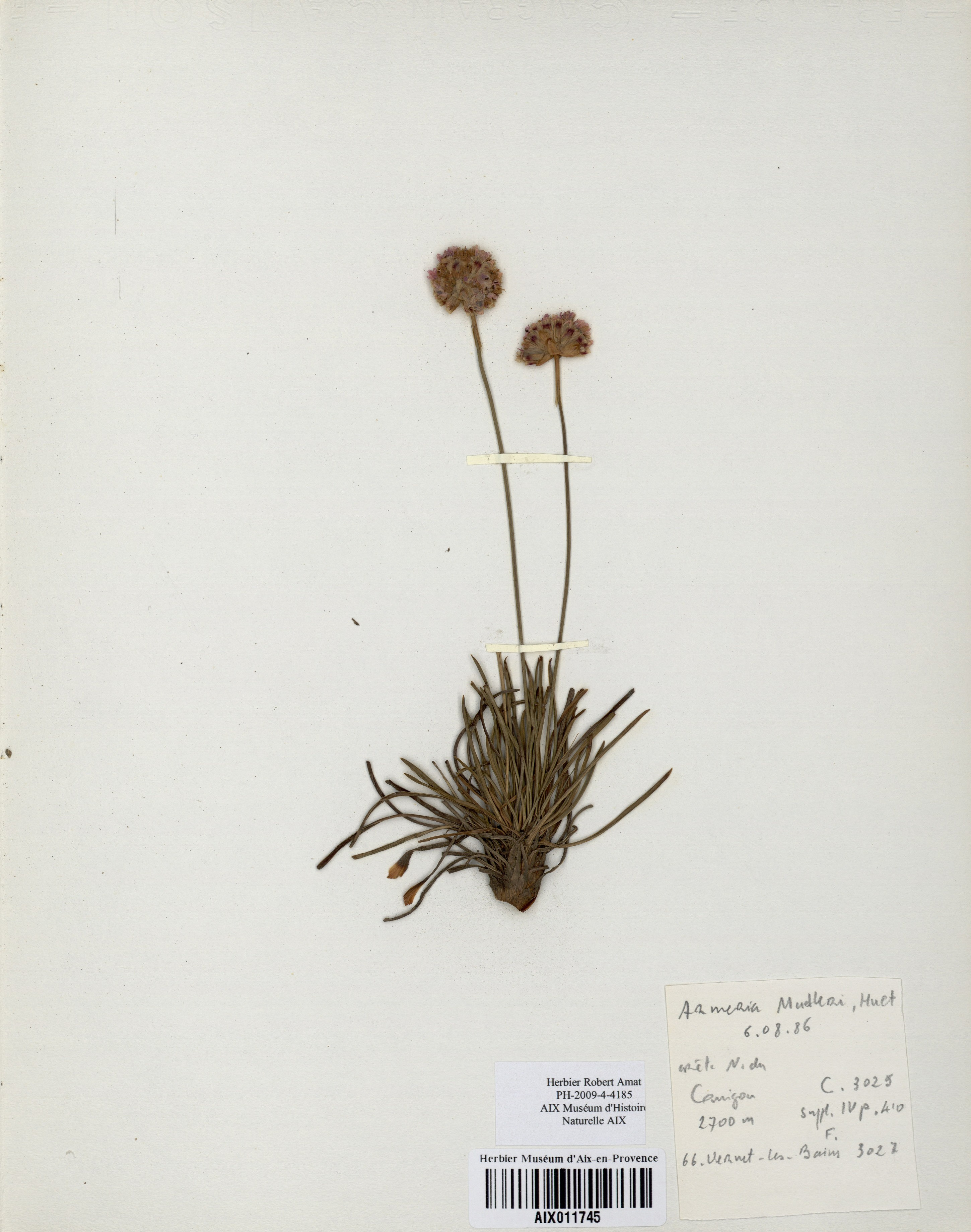
Exemplar recollit el 1986 a 2.700 metres prop del cim del Canigó.

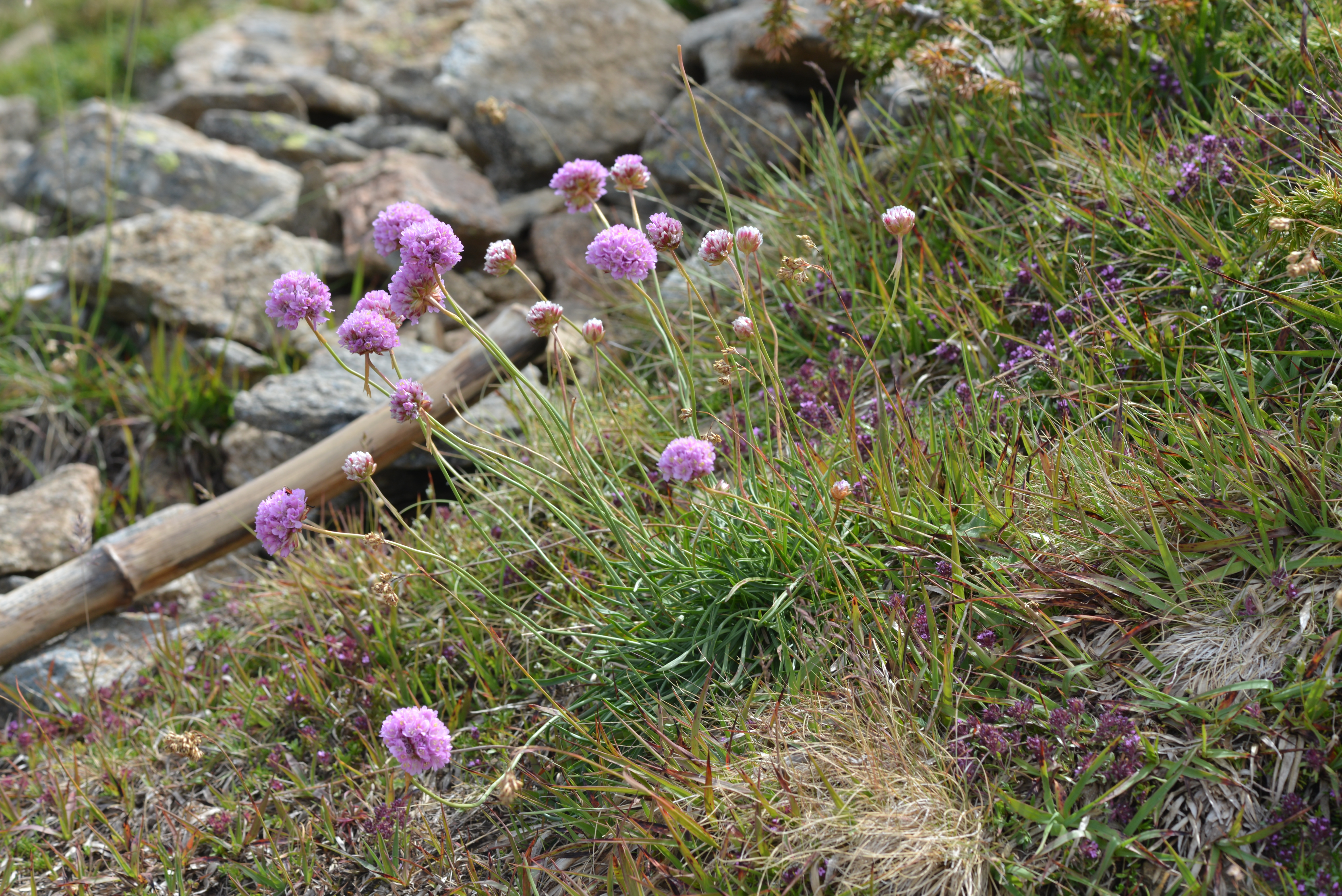
Armeria muelleri a la falda del Cambre d'Ase, juliol del 2021.

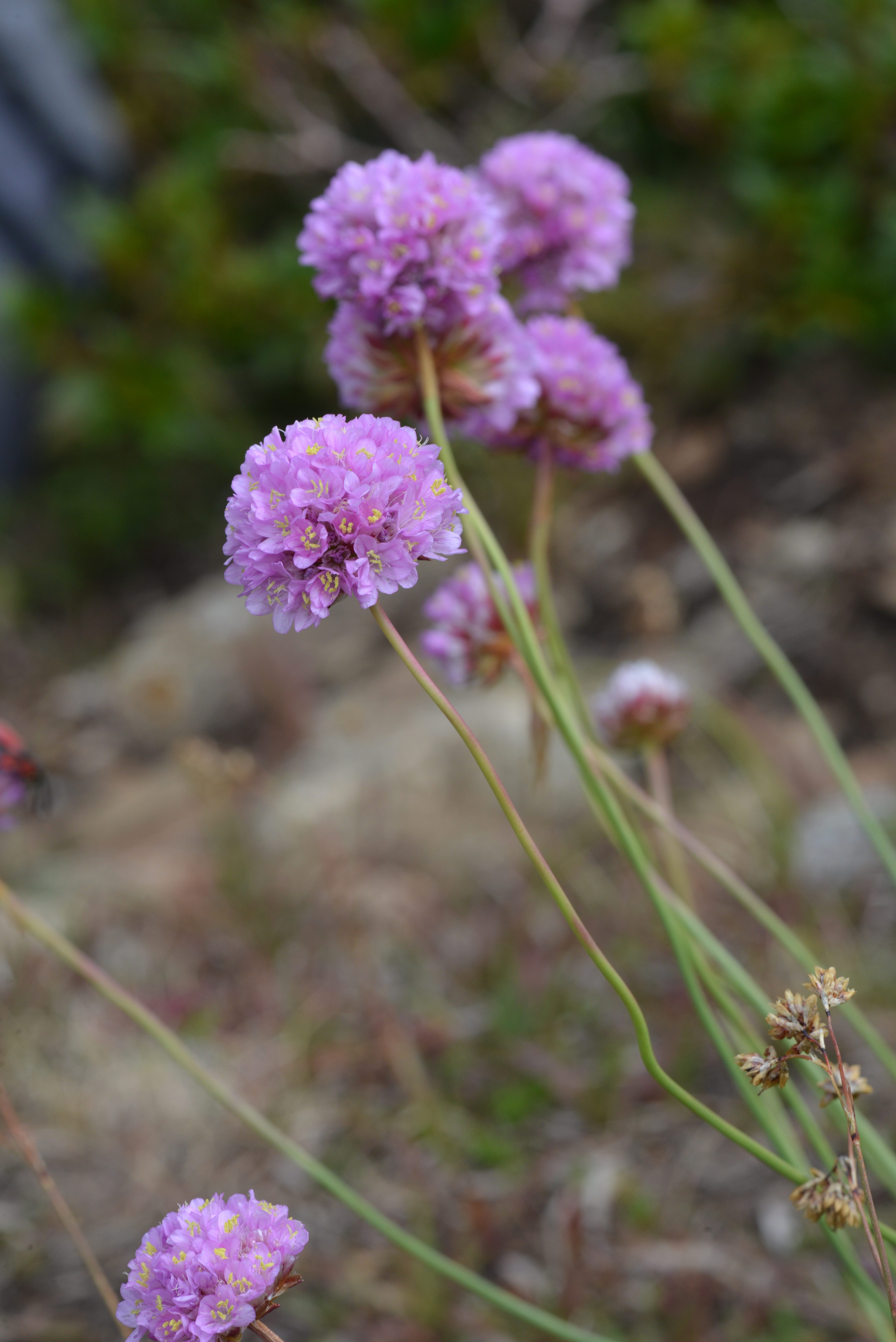
Armeria muelleri a la falda del Cambre d'Ase, juliol del 2021.

El 1912, Charles Flahaut (1852-1935) va fer la següent descripció:
| « | Planta que viu durant diversos anys, amb una arrel allargada, una soca llenyosa, curta i ramificada, sense pèls; llençols plans; estret gairebé filiforme, suau, monovena; tiges florals espinoses; flors unides en el capítol floral de 18 a 20 mil. d'ample, envoltades, durant el seu desenvolupament, per una funda que roman més llarga que ella mateixa en el moment de la floració; involucre format per folíols exteriors més petits que l'interior, ovals estrets, escamosos i acabats en un punt, de color marró; calze marcat amb costelles i que acaba bruscament en punts. Corol·la de color rosa brillant. Floreix a l'estiu. | » |

El 1853, Alfred Huet du Pavillon va descriure l'espècie com una planta perenne, amb una alçada de 20 a 30 cm. A més de la seva descripció completa en llatí, proporcionà diverses claus per distingir-la d'espècies molt relacionades, com l'armèria marina o l'armèria del rosselló, entre d'altres.

## Hàbitat
L'espècie Armeria muelleri es troba en pastures i roques silícies del nivell alpí, entre els 2.300 i 2.900 metres d'altitud.
El 1934, Léon Conill cita Armeria muelleri entre les 80 espècies de fanerògames que es poden trobar al massís del Canigó entre els 2.700 i la cota màxima del seu cim a 2 784 metres.
A causa del seu hàbitat muntanyós ric en metalls, Armeria muelleri ha desenvolupat habilitats que la converteixen en una espècie metal·lòfita, amb potencial com a planta bioindicadora. Pot acumular metalls pesants a les seves arrels, tiges o fulles, però no a les seves flors, on una taxa massa elevada redueix la qualitat del pol·len.

## Taxonomia
L'espècie Armeria muelleri va ser descrita per Alfred Huet du Pavillon (1829-1907) el 1853 a partir d'un exemplar recollit el 1852 a les rodalies del pic del Canigó (2.784m) durant un viatge al Llenguadoc i els Pirineus. El nom s'escriu primer Armeria mulleri, després es converteix en Armeria muelleri, sent Mueller l'equivalent de Müller. L'espècie està dedicada al botànic suís Johannes Müller, que va fer un viatge al sud de França el 1851.
Sinònims
- Armeria alpina subsp. muelleri (ALPHuet) Malag., 1968

- Armeria alpina var. muelleri (ALPHuet) Nyman, 1881
- Armeria halleri subsp. muelleri (ALPHuet) Rouy, 1892
- Armeria maritima subsp. muelleri (Huet) O. Bolòs & Vigo
- Armeria maritima subsp. salvadorii (Bernis) Malag., 1976
- Armeria maritima var. menor Rouy, 1892
- Armeria mulleri Huet, 1853
- Armeria muelleri var. menor Rouy, 1902
- Statice armeria subsp. muelleri (Huet) P.Fourn., 1937
- Statice muelleri (Huet) P.Fourn., 1937

Armeria muelleri és el nom més acceptat, però algunes bases de dades de vegades consideren que aquest nom és el basiònim de Statice muelleri.

## Protecció
L'espècie Armeria muelleri no figura a la Llista Vermella de la UICN. Tot i això, un estudi del 1998 sobre espècies de flora endèmiques, rares o amenaçades a Catalunya, aplicant els mateixos criteris que la UICN, va avaluar el seu estat de conservació com a espècie gairebé amenaçada, per tant amb una elevada probabilitat de trobar-se en perill d'extinció en un futur pròxim. Un estudi similar del 2013 que presenta una llista de plantes amenaçades a la regió de Migdia-Pirineus la classifica com a espècie vulnerable (VU), amb alt risc de trobar-se en perill.
Armeria muelleri està amenaçada per l'escalfament global que, a llarg termini, corre el risc de reduir dràsticament la superfície de l'estatge alpí, sobre el qual viu, per transformar-lo en un estatge subalpí. Després es veurà obligada a apropar-se cada cop més als cims més elevats.